# حجت‌الله روحی
حجت‌الله روحی، (زاده ۱۳۴۹، فریدونکنار) کاندیدای فریدون‌کنار و بابلسر در دوره هفتم مجلس شورای اسلامی (انتخابات میان‌دوره‌ای-۱۳۸۴) بود. وی در سال ۱۳۸۶ در انتخابات از رقیب اصولگرای خود، مقداد نجف‌نژاد شکست خورد. وی هم‌اکنون یکی از اعضای هیئت مدیره بنیاد امید ایرانیان است.

## تحصیلات
روحی دارای مدرک لیسانس برق از دانشگاه صنعتی شریف و فوق لیسانس و دکترای برق (مخابرات) از دانشگاه خواجه نصیرالدین طوسی است.

## حاشیه‌ها
در پی حذف روحی توسط شورای نگهبان به نفع کاندیدای اصولگرا در دور اول انتخابات هفتمین دورهٔ مجلس شورای اسلامی، اعتراضات و اعتصاباتی در حمایت از حجت‌الله روحی در فریدون‌کنار رخ داد.